# NGC 4139
NGC 4139 is een lensvormig sterrenstelsel in het sterrenbeeld Maagd. Het hemelobject werd op 10 augustus 1863 ontdekt door de Duits-Deense astronoom Heinrich Louis d'Arrest.

## Synoniemen
- IC 2989
- MCG 0-31-30
- ZWG 13.61
- PGC 38213